# Martín de Francisco
Martín Guillermo de Francisco Baquero (Zarzal, Colombia, 22 de septiembre de 1966) es un presentador, locutor, narrador, actor y periodista deportivo colombiano. Es hermano de la reconocida actriz Margarita Rosa de Francisco. Ha sido presentador de varios programas de televisión y radio, entre ellos se destacan La Tele y la La Tele Letal junto a Santiago Moure. Desde 2020 junto a Hernán Peláez presenta el programa Peláez y De Francisco en la W, en la emisora W Radio

## Biografía
Martín de Francisco nació el 22 de septiembre de 1966 en el municipio de Zarzal en el Valle del Cauca. Es hijo del arquitecto, músico, cantante y actor vallecaucano Gerardo de Francisco y de la diseñadora de modas, ex-señorita Bogotá y ex-Reina de las Américas Mercedes Baquero. Es el hermano menor de la actriz, cantante y presentadora Margarita Rosa de Francisco. Estudió tres meses de administración de empresas y luego abandonó su carrera. Ingresó a la televisión y a la radio en la segunda mitad de los años ochenta. En el pasado reciente en su programa de televisión La Tele Letal y en su programa de radio es conocido como "Francisco".

## Trayectoria

### Como presentador y comediante
Se dio a conocer a principios de los años noventa cuando Carlos Vives lo invitó a participar en el programa de televisión La Tele junto a Santiago Moure. El programa se emitió desde 1993 y fue cancelado a pesar de su gran sintonía a finales de 1995 debido a que despertaba mucha controversia.[cita requerida] Sin embargo, la explicación oficial de la suspensión apuntaba a que el segmento y horario del programa iba a ser ocupado el año siguiente por la transmisión de los partidos de las Eliminatorias Conmebol al Mundial de Francia de 1998.[cita requerida]
Tras la cancelación de La Tele, Martín, Santiago Moure y Carlos "El Cerdo" Molina consiguen un espacio radial matutino en Radioacktiva que se tituló La Tele en Radioacktiva. A pesar de la controversia que generaban desde La Tele en televisión, época en la que se hicieron célebres por haber sido expulsados del Concurso Nacional de Belleza, la aceptación de su humor crudo e irreverente permitió que regresaran a la televisión con un programa de dibujos animados llamado El Siguiente Programa, producido por Hernán Zajek y Gaira TV, que se empezó a transmitir a finales de 1997 y luego terminó a finales del año 2000. 
Tras ser cancelado El Siguiente Programa, de Francisco se dedicó a hacer pequeñas apariciones actorales en diversos programas televisados como Tres puntos aparte en Caracol Televisión, junto con Fernando González Pacheco y Adriana Arango, incluyendo la copresentación de RadioCity (luego parte de Citytv), y regresando a Radioacktiva, donde narró con su estilo irónico y de léxico inusual los partidos de eliminatorias de la Selección Colombia para el Mundial de Sudáfrica 2010. Posteriormente participó también en el programa deportivo El Alargue, de Caracol Radio. Paralelamente a estos trabajos, de Francisco participó en la creación del programa Profesor Super O para televisión, donde se corregían los errores gramaticales que usualmente la gente comete en el habla cotidiana.
Trabajó también en el programa radial En la Jugada de RCN Radio.
En el año 2017 emprendió un nuevo proyecto periodístico, La Tele Letal, en compañía de su amigo Santiago Moure y bajo la dirección de Rafael Noguera, emitido en el canal de televisión Red+ el horario de lunes 9 p. m.. Junto con Carlos "El Cerdo" Molina, de Francisco y Moure retoman su presencia en televisión con un programa que revive en parte el formato irreverente que lo caracteriza.
En 2020 regresa a Caracol Radio, esta vez llega a la W Radio junto con Hernán Peláez presenta el programa Peláez y De Francisco en La W Fútbol y algo más.

### Como actor
Martín de Francisco ha tenido su faceta como actor en las series como La 40, la calle del amor y Hombres.

### Martín el paladín de la red
Martín de Francisco condujo un video de 22 minutos como el paladín, como fue denominado, con la misión de crear conciencia sobre el uso de la información en el universo de internet, como parte de una campaña promovida por Coca-Cola y por el Ministerio de Educación de Colombia. En este video se mencionan los inconvenientes que trae la dificultad para validar cierta información que se publica en Internet, como historias que tratan el tema de las relaciones románticas cuya publicación se atribuyó a de Francisco, y que por versiones del mismo de Francisco no fueron escritas por él.

## Filmografía
| Año            | Título                   | Personaje                  |
| -------------- | ------------------------ | -------------------------- |
| 1992           | La 40, la calle del amor |                            |
| 1993-1995      | La Tele                  | Presentador, reportero     |
| 1996-1997      | Hombres                  | Lucas Contreras            |
| 1997-2001      | El Siguiente Programa    | Él mismo (voz)             |
| 2002           | Tres Puntos Aparte       | Presentador                |
| 2004-2005      | Radio City               | Presentador                |
| 2006 -presente | Profesor Super O         | Sevichica (Voz), productor |
| 2017-presente  | La Tele Letal            | Presentador, Memo Baquero  |

## Vida personal
- En el programa Los Informantes, reconoció que llegó a ser un consumidor de éxtasis.
- Estuvo casado en 2007 con la actriz y cantante colombiana Verónica Orozco, se divorciaron en el 2011.
- En el 2019, Martin de Francisco se casó con Ana Egurrola.